# Stad Amsterdam

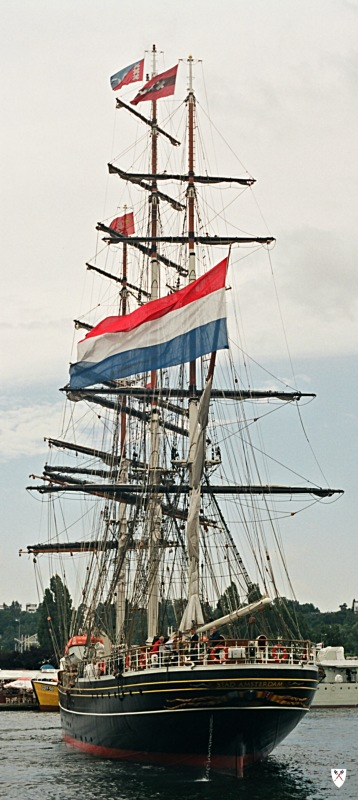
Zlot żaglowców w Gdyni w 2003
(regaty Cutty Sark Tall Ships Races)

Stad Amsterdam to holenderski żaglowiec – kliper. Jest to jedyna fregata Holendrów.

## Dane
- typ: trzymasztowa fregata
- kraj: Holandia
- armator: Rederij Clipper
- port macierzysty: Amsterdam
- rok budowy: 2000
- stocznia: Damien Oranjewert, Amsterdam
- długość całkowita: 76 m
- szerokość: 10,5 m
- zanurzenie: 4,8 m
- powierzchnia żagli: 2200 m²
- załoga: 92

## Historia i rejsy
Stalową fregatę „Stad Amsterdam” zbudowano w stylu XIX-wiecznego klipra. Została zbudowana w dużej mierze przez młodych bezrobotnych za środki wyasygnowane przez samo miasto Amsterdam i organizację Randstad, której zadaniem jest stymulowanie wzrostu zatrudnienia. Żaglowiec jest więc zgodnie użytkowany przez oba sektory: państwowy i prywatny, a służy nie tylko szkoleniu młodzieży interesującej się morzem, ale jest też turystyczną atrakcją Amsterdamu.
Żegluje głównie po Morzu Północnym, ale – podobnie jak wiele tego typu żaglowców europejskich – zimę spędza na Morzu Śródziemnym i Karaibach.